# Токајски виногради
Токајски виногради (мађ. Tokaji borvidék  слч.   ) или винска регија Токај-Хегиаља (скраћено Токај-Хегиаља или Хегиаља) је историјска винска регија која се налази у североисточној Мађарској и југоисточној Словачкој. Такође је један од седам већих винских региона Мађарске (мађ. Tokaji borrégió). Хегиаља на мађарском значи „подножје“, а ово је био првобитни назив региона.
Регион се састоји од 28 села и 11.149 хектара класификованих винограда, од којих је око 5.500 тренутно засађено. Токај је 2002. године проглашен за место светске баштине под називом Историјски културни пејзаж Токајске винске регије. Међутим, његова слава је дуго претходила овом именовању јер одавде води порекло Токајско вино, најстарије вино са племенитом сивом трулежи на свету.
Због Тријанонског споразума мањи део историјског винског региона сада припада Словачкој.

## Карактеристике
Неке од карактеристика које токајски вински регион чине јединственим су:
- Земљиште и микроклима: Токајско тло се састоји од глине или лесног земљишта на вулканском подтлу. Микроклима је одређена осунчаним падинама окренутим према југу и близином река Тисе и Бодрог, и погодује пролиферацији Botrytis cinerea (племените трулежи) и накнадном исушивању грожђа.
- Аутохтоне сорте грожђа: Фурминт и Hárslevelű се гаје у региону вековима и, заједно са жутим мускатом (мађарски: Sárgamuskotály), Kabar, Kövérszőlő и Zéta, једине су сорте грожђа које су званично дозвољене за гајење у региону.
- Подруми: Огроман систем подрума исклесан је у чврстим стенама између 1400. и 1600. године нове ере. Они обезбеђују константну температуру од око 10-12 °C. Подруми су прекривени карактеристичном плесни, која се храни алкохолом испареним током одлежавања и одржава влажност у распону од 85-90%, што је идеално за одлежавање токајских вина.
- Систем апелација: Краљевским декретом из 1757. успостављена је затворена производна област у Токају, други систем назива дефиниције виноградске територије у свету (први је био CHIANTI 1716). Класификација винограда почела је 1730. године, а довршена је националним пописима из 1765. и 1772. године.

## Историја
Историјски записи показују да су виногради у Токају основани још у 12. веку, али постоје докази и о ранијем увођењу производње вина у регион.
Бројни стручњаци тврде да је виноградарство у региону Токаја могло да почне још у келтско доба, односно пре нове ере. Окамењени лист грожђа пронађен у Ердебењеу, који датира из касног 3. века нове ере, указује на постојање виноградарства у римско доба. Словени су стигли у регион крајем 5. - почетком 6. века. Једно могуће порекло имена "Токај" је да потиче од словенске речи "Стокај", што значи близу ушћа (тј. ушће реке Бодрог у Тису). Словаци тврде да су Словени наставили са претходно развијеним виноградарством у региону. Мађарски досељеници стигли су у Токај од краја 9. века и постоји алтернативна теорија да је виноградарство у овај регион унето са истока, вероватно од стране племена Кабар. Чини се да су сами Мађари имали древну традицију производње вина. Друго могуће порекло имена "Токај" је да потиче од јерменске речи која значи "грожђе".
Латине је прво позвао да се населе у Токај угарски краљ Бела III (1172-1196), а затим Бела IV (1235-1270). Ови досељеници су вероватно били Валонци из северне Француске, иако неки истраживачи тврде да су били Италијани. Словенски народи (Словаци и Русини) такође су документовани као укључени у токајско виноградарство до 12. века. Међутим, успон Токаја као главне винске регије може се датирати у почетак 16. века.
Око 1620. цар је довео валонско-француског виноградара Дувона, који је касније изумео методу која ће бити позната као метод „краља вина“ у округу Токај.
У част изузетних вештина господина Дувона, цар је дао племићку титулу овом узгајивачу и дао му једно од својих многобројних села (Киралифалва), сада Кенигсдорф у Аустрији. Цар је тада дао име породици Киралифалви (Királyfalvy).
Вино Токаји је постало све важнија роба за регион од 17. века, а његов извоз је био главни извор прихода владајућих принчева Трансилваније којој је регион Токај припадао у то време. Заиста, приходи од све познатијег вина помогли су у плаћању ратова за независност вођених против аустријске хабзбуршке владавине. Углед вина Токај је побољшан када је 1703. године Ференц II Ракоци, принц од Трансилваније, поклонио француском краљу Лују XIV бројне боце вина са његовог имања у Токају. Вино Токај се тада служило на двору у Версају, где је постало познато под именом Токај. Одушевљен драгоценим напитком, Луј XIV га је прогласио „Vinum Regum, Rex Vinorum“ („Вино краљева, краљ вина“).
У 18. веку, Токај је достигао врхунац свог просперитета. И Пољска и Русија постале су главна извозна тржишта за ово вино. Токајско вино је имало толики значај у Русији, да су руски цареви одржавали де факто колонију у Токају како би гарантовали снабдевање вином Царског двора.
Подела Пољске 1795. и накнадно увођење царина нанели су озбиљан ударац извозу токајског вина и убрзали економски пад региона. Међутим, ово је била само прва од три велике кризе за Токај. Друга се догодила када је епидемија филоксере стигла до Токаја 1885. и уништила огромну већину винограда за неколико година. Трећи шок је био када је Мађарска изгубила две трећине своје територије према Тријанонском мировном споразуму потписаном у јуну 1920. године, па је токајско вино изгубило приступ већини свог домаћег тржишта. Регион је такође био подељен између Мађарске и новостворене Чехословачке, која је добила површину од 120 хектара (са изузетком 1938-1944, када је Мађарска преузела контролу над територијом). Ова последња промена сада чини део суседног винског региона у Словачкој са приближно 908 хектара класификованих токајских винограда.
У ери комунистичке владавине у Мађарској дошло је до погоршања квалитета и угледа вина Токај. Међутим, од 1990. године значајна количина инвестиција отишла је у регион Токаја, стварајући оно што је названо „Токајска ренесанса“. Сада у региону постоји скоро 600 винарија, од којих око 50 производи пуну палету вина.

## Спор о "ознаци порекла".
Спор је почео 1964. године када је тадашња Чехословачка по први пут своју прекомерну производњу токајског вина извезла у Аустрију, тржиште које је овом робом некада снабдевала искључиво Мађарска. Сукоб интереса је решен билатералним споразумом према којем је Словачкој - на рачун концесије чешког пива са стране Мађарске - било дозвољено само да извози своју прекомерну производњу токајског вина у Мађарску (која је накнадно поново етикетирана и ре-експортована). Овај споразум је истекао 1990. године након чега је поново избио спор. У јуну 2004. постигнут је споразум између мађарске и словачке владе у вези са употребом имена Токај у Словачкој. Према овом уговору, вино произведено на 5,65 km² земље у Словачкој може да користи назив Токај. Међутим, словачки део није поштовао њихову правно обавезујућу обавезу, која је требало да уведе исте стандарде садржане у мађарским законима о вину од 1990. године. Још није одлучено ко ће те законе пратити или спроводити. Спорови су довели Словачку у међународну тужбу између Мађарске и пет других земаља (Италија, Француска, Аустралија, Србија и Словенија), за бренд "Токај".
У новембру 2012, Европски суд је пресудио против захтева Мађарске да се словачки унос „Vinohradnícka oblasť Tokaj“ избрише из „E-Bacchus“, електронске базе података која садржи регистар ознака порекла и географских ознака заштићених у ЕУ. Мађарска је уложила жалбу на пресуду Општег суда. У фебруару 2013. године, Суд правде ЕУ одбио је мађарску жалбу на ранију пресуду у вези са регистрацијом Словачке „Vinohradnícka oblasť Tokaj” (Токајска винска регија), која садржи назив мађарске регије Токај. У својој пресуди, суд је навео да регистрација Словачке свог „Vinohradnícka oblasť Tokaj” у европску базу података „E-Bacchus“ не чини меру која се може предузети. Као резултат тога, према садашњем законодавству ЕУ, винородни регион Токај се налази и у Мађарској и у Словачкој. Због тога произвођачи вина из мађарског региона Токај и словачког региона Токај могу користити бренд Токај.